# إنتاج الخرشوف في إيطاليا

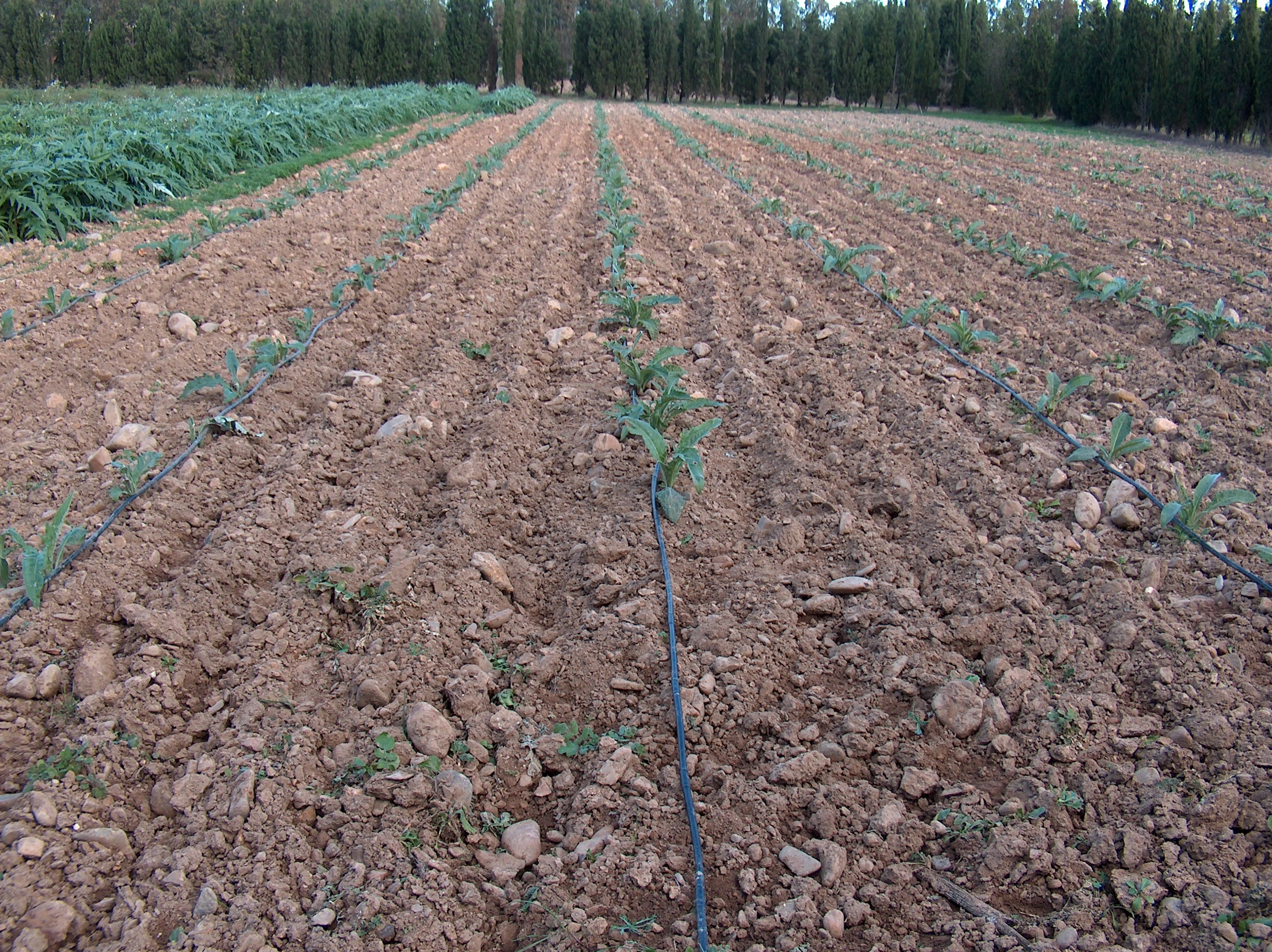
حقل خرشوف في سردينيا,إيطاليا.

إنتاج الخرشوف في إيطالياله تاريخ طويل في البلاد حيث أن إيطاليا تعد أكبر منتج للخرشوف في العالم،  مع إسبانيا و فرنسا،إنتاج هذه الدول الثلاثة يشكل أكثر من 80% من إنتاج العالم من الخرشوف.

## التاريخ
هناك نوعان من النظريات لأصل الخرشوق:بإنه قد أتي من بلاد الشام,المشتقة من كاردون أو الشوك من خلال عملية التلاقح، بينما يعزو البعض الآخر أنها لعمل زراعة البساتين الإيطالية. ومع ذلك، السجل الأول لزراعة الخرشوف في إيطاليا كان خلال القرن الخامس عشر في نابولي,حيث كان يعتبر من الأنواع الغذائية الجديدة. في 1446,جلب فيليبو ستروزي الخرشوف إلي فلورنسا.بحلول 1473,وصل الخرشوف إلي البندقية.خلال عام 1915, 64,000 طن تم إنتاجها. إيطاليا تنتج عشرات الأصناف.